# Alle Kinder lernen lesen
Alle Kinder lernen lesen ist ein deutsches Kinderlied. Es wird auf die Melodie des Liedes John Brown’s Body gesungen. Der Text stammt von Wilhelm Topsch. Das Lied handelt vom Lesenlernen und wird traditionell bei Einschulungsfeiern gesungen.

## Melodie
Die Melodie entstammt dem Marschlied John Brown’s Body (auch bekannt als Glory, glory, hallelujah), das auch als Grundlage für weitere bekannte Lieder diente, darunter die abolitionistische Hymne The Battle Hymn of the Republic und das Gewerkschaftslied Solidarity Forever. Die Urheberschaft der Melodie ist ungeklärt.

## Text
Im Strophentext werden jedem Vokal und Diphthong jeweils mit diesem Laut beginnende Tiere oder Gegenstände zugeordnet (Affe, Elefant, Igel, Osterhase und Ochse, Uhu, Eisbär, Auto, Eule). Der Refrain besingt, wie alle Kinder rund um die Welt lesen lernen, und ruft auch die anwesenden Kinder zum Lesenlernen auf.

## Bedeutung in der Grundschulpädagogik
Alle Kinder lernen Lesen soll nicht nur die Freude am Lesen heraufbeschwören, sondern auch Kindern helfen, sich die Buchstaben einzuprägen und mit Lauten zu verbinden, und so das Lesen- und Schreibenlernen unterstützen.
In vielen Grundschulen im deutschsprachigen Raum wird Alle Kinder lernen Lesen am Tag der Einschulung von den älteren Kindern als Begrüßung für die Kinder der ersten Klasse gesungen. Auch in Kinderbüchern, die vom ersten Schultag handeln, kommt das Lied vor.

## Inhaltliche Kritik
Alle Kinder lernen lesen wird sowohl aus erziehungswissenschaftlicher Sicht als auch von Antirassismus-Initiativen kritisiert, da es koloniale Fremdbezeichnungen und Stereotypisierung verfestige und dadurch Alltagsrassismus fördere. Beanstandet wird zum einen die Verwendung der Bezeichnungen „Indianer“ und „Eskimos“. Zum anderen ist ein Kritikpunkt, dass drei ehemals kolonisierte Bevölkerungsgruppen – „Indianer“, Chinesen und „Eskimos“ – als Gegensatz zu den Kindern in Deutschland präsentiert würden. Die Zeile „Selbst am Nordpol lesen alle Eskimos“ werte diese Gruppen ab, indem sie betont, dass sogar sie das Lesen erlernen können. Dass für diesen Text die Melodie des in antirassistischer Tradition stehenden John Browns Body (Glory glory hallelujah) verwendet wird, wiege besonders schwer.
Auch die Native American Association of Germany sprach sich gegen die unkritische Verbreitung des Liedtextes aus. Es existieren inzwischen verschiedene Versuche der Umdichtung, wie zum Beispiel die Änderung der genannten Zeile in „Selbst am Nordpol ist der Spaß am Lesen groß“, was die übrigen Kritikpunkte jedoch bestehen ließe.
Auch die für die Amadeu Antonio Stiftung arbeitende Erziehungswissenschaftlerin Rosa Fava sieht die Gefahr, durch den Liedtext unbewusst rassistische Bilder zu vermitteln, zumal die Mechanismen von Alltagsrassismus vielen Menschen gar nicht bekannt seien. Positive Kindheitserinnerungen an das Lied sollten nicht daran hindern, das verletzende Potenzial seiner Wortwahl zu erkennen und solche Sprache zu vermeiden.
Ähnlich schrieb Gonca Temurçin für das Kulturmagazin renk., es sei in Ordnung, sich gerne an die schöne Zeit zu erinnern, die man mit einem solchen Lied verbinde; dennoch sei man als erwachsener Mensch in der Lage, sich mit der Wirkung des Liedes auf andere Menschen auseinanderzusetzen. Sie plädiert dafür, nicht an einem begrenzten Liederschatz festzuhalten, sondern das Repertoire um Lieder zu erweitern, die zu einer Pädagogik beitrügen, die Vorurteile abbaue statt verfestige und echte, vielfältige Identifikationsmöglichkeiten biete.
Der Professor für Musikethnologie Nepomuk Riva sieht in der deutschen Musikpädagogik einen Mangel an der Fähigkeit, sich in Kinder, die diskriminierten Gruppen angehören, hineinzuversetzen. Das Potenzial von diskriminierender Sprache, auch diskriminierende Handlungen nach sich zu ziehen, werde unterschätzt. Weit überschätzt werde dagegen der oft befürchtete kulturelle Verlust, den das Weglassen solcher Lieder bedeuten könnte. In Wirklichkeit seien Lieder, die aus einer Außenperspektive über Fremden erzählen, entbehrlich. Für viel wertvoller hält auch Riva das Einbeziehen von Liedern aus anderen Kulturen, und auch in deutscher Sprache gebe es seit langem genügend Alternativen.

## Weitere Verwendung
Eine Coverversion der Sängerin Ina Colada erreichte im Jahr 2010 den 57. Platz der deutschen Singlecharts.